# Kronehit

Kronehit is een Oostenrijkse commerciële radiozender. Sinds januari 2005 is Kronehit de eerste commerciële radiozender van Oostenrijk. Voor die tijd was Kronehit een regionaal radiostation. 
Eind 2007 was Kronehit het zendernetwerk en het aantal frequenties aan het uitbreiden. Het was de bedoeling dat het station uiteindelijk in het hele land te ontvangen zou zijn.